# Berekfalu
Berekfalu (1899-ig Oleszna, szlovákul Olešná) község Szlovákiában, a Zsolnai kerületben, a Csacai járásban.

## Fekvése
Csacától 11 km-re délnyugatra, a Kiszuca partján fekszik.

## Története
1619-ben „Olessna” néven említik először, a nagybiccsei uradalomhoz tartozott. 1784-ben 212 házában 1097 lakos élt.
A 18. század végén Vályi András így ír róla: „OLEZNA. Olesna, Tót falu Trentsén Várm. földes Ura H. Eszterházy Uraság, lakosai katolikusok, fekszik Turzófalvának szomszédságában, mellynek filiája, Kis Útsza mellett, határja soványas, legelője, fája van.”
1828-ban 189 háza és 1492 lakosa volt, lakói erdei munkákkal, állattartással foglalkoztak. 1850-ben 1500-an lakták, Turzófalva plébániájához tartozott.
Fényes Elek 1851-ben kiadott geográfiai szótárában így ír a faluról: „Oleszna, tót falu, Trencsén vmegyében, hegyek közt elszórva, ut. p. Zsolna. Határa hegyes és igen sovány, ugy, hogy csak zabot és burgonyát terem. Majorsági birtok itt nincs. Lakja 1600 rom. kath., paroch. templommal. Hg. Eszterházy bicsei uradalmához tartozik.”
A trianoni békéig Trencsén vármegye Csacai járásához tartozott.
1945 után lakó közül sokan Csehországban és Morvaországban dolgoztak, mint erdei munkások, illetve vasúti alkalmazottak. Mezőgazdasági szövetkezete 1992-ben alakult.

## Népessége
| Év:            | 1994. | 2004.   | 2014.   | 2024.   |
| -------------- | ----- | ------- | ------- | ------- |
| Emberek száma: | 2184  | 2047    | 1949    | 1890    |
| Eltérés:       |       | -6,27 % | -4,78 % | -3,02 % |

| Év:            | 2023. | 2024.   |
| -------------- | ----- | ------- |
| Emberek száma: | 1900  | 1890    |
| Eltérés:       |       | -0,52 % |

1910-ben 1927, túlnyomórészt szlovák anyanyelvű lakosa volt.
2001-ben 2077 lakosából 2047 szlovák volt.
2011-ben 1955 lakosából 1858 szlovák volt.
2021-ben 1929 lakosából 1 cigány, (+1) ruszin, 1857 (+8) szlovák, 26 egyéb és 45 ismeretlen nemzetiségű volt.